# Bobby Scales
Bobby Leon Scales (né le 4 octobre 1977 à Southfield, Michigan, États-Unis) est un ancien joueur des Ligues majeures de baseball qui évolue en 2009 et 2010 pour les Cubs de Chicago.

## Carrière
Bobby Scales connaît une longue progression vers les rangs majeurs, passant plus de dix ans en ligue mineure avant de disputer sa première partie avec les Cubs de Chicago en 2009, à l'âge de 31 ans. Il est drafté en 14e ronde par les Padres de San Diego en 1999 et après sept ans dans les mineures au sein de cette organisation, il joue pour les clubs-école des Phillies de Philadelphie (en 2006) et des Red Sox de Boston (2007) avant de rejoindre la franchise de Chicago. Assigné au club-école AAA de Iowa, il dispute sa première partie dans les majeures le 5 mai 2009 et amorce sa carrière au plus haut niveau en frappant en lieu sûr à ses six premières parties. Il réussit son premier coup sûr à son premier match, aux dépens du lanceur vedette des Giants de San Francisco, Tim Lincecum. Amené comme frappeur suppléant dans la rencontre du 12 mai, il frappe son premier coup de circuit, contre Edwin Moreno des Padres de San Diego. Le 14 mai, contre ces mêmes Padres, il obtient quatre points produits dans le même match. Scales dispute 51 parties pour les Cubs en 2009, principalement comme voltigeur ou joueur de deuxième but. Il maintient pendant cette période une moyenne au bâton de,242 avec 30 coups sûrs, trois circuits, 15 points marqués et 15 points produits.
En 2010, les partisans des Cubs ne le voient à l'œuvre que dans dix matchs. Il frappe pour,308 et produit deux points.
En 2011, il est affecté aux Cubs de l'Iowa, le club-école de l'équipe de Chicago. Il quitte la franchise en juin et part pour le Japon où il joue pour les Hokkaido Nippon Ham Fighters de la NPB. De retour aux États-Unis en 2012, il participe au camp d'entraînement des Cubs de Chicago mais, sans espoir de percer l'alignement, il rejoint le 1er avril les Mets de New York.
Bobby Scales est un frappeur ambidextre.